# Laperrière-sur-Saône
Laperrière-sur-Saône település Franciaországban, Côte-d’Or megyében. Lakosainak száma 429 fő (2022. január 1.). Laperrière-sur-Saône Les Maillys, Saint-Seine-en-Bâche, Saint-Symphorien-sur-Saône, Samerey és Échenon községekkel határos.

## Népesség
A település népességének változása:
| Lakosok száma | 267  | 273  | 325  | 387  | 419  | 425  | 436  | 437  | 433  | 429  |
|               | 1968 | 1982 | 1990 | 2006 | 2013 | 2015 | 2017 | 2019 | 2020 | 2022 |